# Новосемёновка (Крым)
Новосемёновка (также Семёновка укр. Новосеменівка) — исчезнувшее село в Кировском районе Республики Крым (согласно административно-территориальному делению Украины — Автономной Республики Крым). Располагалось на севере района, примерно в 2 километрах к востоку от современного села Новофёдоровка.

## История
Первое документальное упоминание села встречается в Списке населённых пунктов Крымской АССР по Всесоюзной переписи 17 декабря 1926 года, согласно которому на хуторе Ново-Семёновка, Ак-Кобекского сельсовета Феодосийского района, числилось 7 дворов, все крестьянские, население составляло 33 человека, из них 31 русский и 2 татарина. Постановлением ВЦИК «О реорганизации сети районов Крымской АССР» от 30 октября 1930 года из Феодосийского района был выделен (воссоздан) Старо-Крымский район (по другим сведениям 15 сентября 1931 года) и село включили в его состав, а, с образованием в 1935 году Кировского — в состав нового района. На довоенных картах селение обозначалось, как Семёновка.
В 1944 году, после освобождения Крыма от фашистов, 12 августа того же года было принято постановление № ГОКО-6372с «О переселении колхозников в районы Крыма» и в сентябре того же года в село приехали первые переселенцы, 428 семей, из Тамбовской области, а в начале 1950-х годов последовала вторая волна переселенцев. С 1954 года местами наиболее массового набора населения стали различные области Украины. С 25 июня 1946 года селение в составе Крымской области РСФСР. 26 апреля 1954 года Крымская область была передана из состава РСФСР в состав УССР. Ликвидировано до 1960 года, поскольку в «Справочнике административно-территориального деления Крымской области на 15 июня 1960 года» селение уже не значилось (согласно справочнику «Крымская область. Административно-территориальное деление на 1 января 1968 года» — в период с 1954 по 1968 год как село Токаревского сельсовета).